# Escadron autonome de marche de spahis algériens
L'escadron autonome de marche de spahis algériens (EAMSA) est une unité motorisée de la cavalerie française engagée dans la répression de l'insurrection malgache de 1947.

## Historique
L'EAMSA est créé en juillet 1947 en Allemagne par le 2e groupe d'escadrons autonomes de spahis algéro-marocains (ex-7e régiment de spahis algériens), une unité à cheval. Après avoir rejoint Marseille, l'escadron abandonne ses chevaux et est motorisé avec des Bren Carriers et des Jeeps. Rattaché à la 2e demi-brigade de marche algéro-marocaine, l'EAMSA débarque le 26 juillet sur l'île de Madagascar. Il s'installe dans le nord de l'île, à Tamatave et Moramanga. Les Bren Carriers, peu adaptés à la forêt humide malgache et trop lourds pour les ponts, sont remplacés par des véhicules amphibies M29 Crabes. 
Sous le commandement du capitaine Bouchard, l'escadron mène des opérations de reconnaissance, de nettoyage, de sécurisation des axes de transport et de ravitaillement des postes isolés jusqu'en octobre 1948. L'escadron ne déplore la perte que d'un seul spahis, emporté par un crocodile. 
Le 4e escadron du 2e régiment étranger de cavalerie arrive à Madagascar fin août 1949 pour relever l'EAMSA. Ce dernier peut quitter l'île le 8 septembre. Il est dissous à son arrivée à Marseille. 

## Insigne
L'insigne de l'EAMSA, conçu en 1948, présente un Bren Carrier de face encadré par deux chevaux blancs cabrés. Le tout s'inscrit dans un croissant de lune couleur or qui porte une inscription arabe « amour, force, conquête et traditions »,.
Thierry Moné indique que l'insigne est créé par le capitaine Strensdoerfer tandis que Jacques Sicard explique que le dessin est dû au maréchal-des-logis Plantard, assisté du lieutenant Bouras pour l'inscription arabe.